# Yulieth Domínguez
Yulieth Domínguez Ochoa (* 6. September 1993 in Valledupar) ist eine ehemalige kolumbianische Fußballspielerin.

## Karriere
Mit der U20 nahm sie an der Weltmeisterschaft 2010 teil und erreichte mit ihrer Mannschaft hier am Ende den vierten Platz.
Sie nahm mit der kolumbianische A-Nationalmannschaft an der Weltmeisterschaft 2011 teil und kam hier in jedem der Gruppenspiele der Mannschaft zum Einsatz. Danach war sie auch im Kader beim Olympiaturnier 2012, wo sie mit ihrem Team aber erneut Gruppenletzter wurde.